# 梅根·方蒂諾
梅根·方蒂諾（1993年3月5日—）是一名美屬薩摩亞游泳運動員，曾代表國家參加2012年倫敦奧運的女子100米自由泳比賽，並未獲得獎牌。